# Lutas nos Jogos Olímpicos de Verão de 1964
As lutas nos Jogos Olímpicos de Verão de 1964 foram realizadas em Tóquio, com dezesseis eventos disputados, sendo oito categorias de luta greco-romana e oito categorias de luta livre.

## Eventos da luta
Luta livre: até 52 kg | 52-57 kg | 57-63 kg | 63-70 kg | 70-78 kg | 78-87 kg | 87-97 kg | +97 kg 

Luta greco-romana: até 52 kg | 52-57 kg | 57-63 kg | 63-70 kg | 70-78 kg | 78-87 kg | 87-97 kg | +97 kg

## Luta livre

### Luta livre - até 52 kg
| Pos. | País                | Atletas                |
| ---- | ------------------- | ---------------------- |
|      | Japão (JPN)         | Yoshikatsu Yoshida     |
|      | Coreia do Sul (KOR) | Chang Chang-Sun        |
|      | Irã (IRI)           | Said Ali Akbar Heidari |

### Luta livre - 52-57 kg
| Pos. | País                  | Atletas         |
| ---- | --------------------- | --------------- |
|      | Japão (JPN)           | Yojiro Uetake   |
|      | Turquia (TUR)         | Hüseyin Akbas   |
|      | União Soviética (URS) | Aydyn Ibragimov |

### Luta livre - 57-63 kg
| Pos. | País                  | Atletas            |
| ---- | --------------------- | ------------------ |
|      | Japão (JPN)           | Osamu Watanabe     |
|      | Bulgária (BUL)        | Stancho Ivanov     |
|      | União Soviética (URS) | Nodar Khokhashvili |

### Luta livre - 63-70 kg
| Pos. | País                     | Atletas       |
| ---- | ------------------------ | ------------- |
|      | Bulgária (BUL)           | Enyu Valchev  |
|      | Equipe Alemã Unida (EUA) | Klaus Rost    |
|      | Japão (JPN)              | Iwao Horiuchi |

### Luta livre - 70-78 kg
| Pos. | País                  | Atletas                 |
| ---- | --------------------- | ----------------------- |
|      | Turquia (TUR)         | Ismail Ogan             |
|      | União Soviética (URS) | Guliko Sagaradze        |
|      | Irã (IRI)             | Mohammad Ali Sanatkaran |

### Luta livre - 78-87 kg
| Pos. | País                 | Atletas         |
| ---- | -------------------- | --------------- |
|      | Bulgária (BUL)       | Prodan Gardzhev |
|      | Turquia (TUR)        | Hasan Güngör    |
|      | Estados Unidos (USA) | Daniel Brand    |

### Luta livre - 87-97 kg
| Pos. | País                  | Atletas          |
| ---- | --------------------- | ---------------- |
|      | União Soviética (URS) | Alexander Medved |
|      | Turquia (TUR)         | Ahmet Ayik       |
|      | Bulgária (BUL)        | Said Mustafov    |

### Luta livre - +97 kg
| Pos. | País                  | Atletas             |
| ---- | --------------------- | ------------------- |
|      | União Soviética (URS) | Aleksandr Ivanitsky |
|      | Bulgária (BUL)        | Lyutvi Dzhiber      |
|      | Turquia (TUR)         | Hamit Kaplan        |

## Luta greco-romana

### Luta greco-romana - até 52 kg
| Pos. | País           | Atletas            |
| ---- | -------------- | ------------------ |
|      | Japão (JPN)    | Tsutomu Hanahara   |
|      | Bulgária (BUL) | Angel Kerezov      |
|      | Romênia (ROM)  | Dumitru Pirvulescu |

### Luta greco-romana - 52-57 kg
| Pos. | País                  | Atletas             |
| ---- | --------------------- | ------------------- |
|      | Japão (JPN)           | Masamitsu Ichiguchi |
|      | União Soviética (URS) | Vladlen Trostyansky |
|      | Romênia (ROM)         | Ion Cernea          |

### Luta greco-romana - 57-63 kg
| Pos. | País                  | Atletas              |
| ---- | --------------------- | -------------------- |
|      | Hungria (HUN)         | Imre Polyák          |
|      | União Soviética (URS) | Roman Rurua          |
|      | Iugoslávia (YUG)      | Branislav Martinovic |

### Luta greco-romana - 63-70 kg
| Pos. | País                  | Atletas            |
| ---- | --------------------- | ------------------ |
|      | Turquia (TUR)         | Kazim Ayvaz        |
|      | Romênia (ROM)         | Valeriu Bularca    |
|      | União Soviética (URS) | David Gvantseladze |

### Luta greco-romana - 70-78 kg
| Pos. | País                  | Atletas         |
| ---- | --------------------- | --------------- |
|      | União Soviética (URS) | Anatoly Kolesov |
|      | Bulgária (BUL)        | Kiril Todorov   |
|      | Suécia (SWE)          | Bertil Nyström  |

### Luta greco-romana - 78-87 kg
| Pos. | País                     | Atletas         |
| ---- | ------------------------ | --------------- |
|      | Iugoslávia (YUG)         | Branislav Simic |
|      | Checoslováquia (TCH)     | Jirí Kormaník   |
|      | Equipe Alemã Unida (EUA) | Lothar Metz     |

### Luta greco-romana - 87-97 kg
| Pos. | País                     | Atletas      |
| ---- | ------------------------ | ------------ |
|      | Bulgária (BUL)           | Boyan Radev  |
|      | Suécia (SWE)             | Per Svensson |
|      | Equipe Alemã Unida (EUA) | Heinz Kiehl  |

### Luta greco-romana - +97 kg
| Pos. | País                     | Atletas           |
| ---- | ------------------------ | ----------------- |
|      | Hungria (HUN)            | István Kozma      |
|      | União Soviética (URS)    | Anatoly Roshchin  |
|      | Equipe Alemã Unida (EUA) | Wilfried Dietrich |

## Quadro de medalhas da luta
| Ordem | País                   | Medalha de ouro | Medalha de prata | Medalha de bronze | Total |
| ----- | ---------------------- | --------------- | ---------------- | ----------------- | ----- |
| 1     | JPN Japão              | 5               | 0                | 1                 | 6     |
| 2     | URS União Soviética    | 3               | 4                | 3                 | 10    |
| 3     | BUL Bulgária           | 3               | 4                | 1                 | 8     |
| 4     | TUR Turquia            | 2               | 3                | 1                 | 6     |
| 5     | HUN Hungria            | 2               | 0                | 0                 | 2     |
| 6     | YUG Iugoslávia         | 1               | 0                | 1                 | 2     |
| 7     | EUA Equipe Alemã Unida | 0               | 1                | 3                 | 4     |
| 8     | ROM Romênia            | 0               | 1                | 2                 | 3     |
| 9     | SWE Suécia             | 0               | 1                | 1                 | 2     |
| 10    | TCH Checoslováquia     | 0               | 1                | 0                 | 1     |
| 10    | KOR Coreia do Sul      | 0               | 1                | 0                 | 1     |
| 12    | IRI Irã                | 0               | 0                | 2                 | 2     |
| 13    | USA Estados Unidos     | 0               | 0                | 1                 | 1     |